# Pierre Boulanger (ferronnier)
Pour les articles homonymes, voir Boulanger (homonymie) et Pierre Boulanger.
Pierre Boulanger, né à Paris le 10 juin 1813 et mort à Meudon le 1er juillet 1891, est un artiste ferronnier français spécialisé en serrurerie et ferronnerie d'art.

## Biographie
On dit que, tout petit, Pierre Boulanger s'étonna de voir que la porte centrale de la cathédrale Notre-Dame de Paris ne comportait aucune ferrure. Victor Hugo lui-même s'était interrogé « Qui a osé encadrer cette fade et lourde porte de bois sculpté à la Louis XV, à côté des arabesques de Biscornette .»
Son père lui raconta donc l'histoire de Biscornette ou Biscornet qui avait fait alliance avec le diable pour achever les remarquables pentures des portails latéraux sans pourtant pouvoir réaliser ceux de la porte centrale car elle donne passage à la procession du Saint-Sacrement. Sans hésiter il avait répondu à son père : "Eh bien! moi, je le ferai." Pour toute réponse il reçut une paire de soufflets qui firent entrer plus profondément dans son esprit sa détermination.
Pierre Boulanger était fils d’artisan serrurier, il aide très tôt son père à la forge et se passionne pour son métier.
Jeune homme, il accomplit le Tour de France du compagnonnage avant sa conscription et 7 ans de service militaire.
Dès 30 ans, il se perfectionne dans l’art du fer forgé en accomplissant ses premiers travaux de restauration et de réfection où il fait preuve de ses talents et de son habileté en redécouvrant les techniques perdues de l’étampe du Moyen Âge. C’est en étudiant des modèles anciens d’époque gothique qui lui sont confiés et en s’appliquant à les reproduire que Pierre Boulanger se distingue et conquiert le titre de « sculpteur sur fer ». Il est apprécié et récompensé à l'exposition des produits de l'industrie française de 1844. Sa renommée et sa spécialité se répandent vite et lui apportent des commandes.
De 1844 à 1867, il collabore avec les grands architectes de l'époque à la restauration des édifices religieux : Eugène Viollet-le-Duc, Paul Abadie, Antoine-Nicolas Bailly, Jean-Baptiste-Antoine Lassus, Charles-Auguste Questel et Eugène Millet.
Entre 1859 et 1867, il réalise son vœu d'enfance, sous la direction de Eugène Viollet-le-Duc, il restaure les portails latéraux de la cathédrale Notre-Dame de Paris et réalise les magnifiques ferrures du portail central du Jugement Dernier,. Pour perpétuer le souvenir de ce travail remarquable et prouver que le diable n'y était pas intervenu, il a gravé au revers des pièces de méta l: "Ces ferrures ont été faites par Pierre-François Boulanger, serrurier, posées en août 1867, Napoléon III régnant, E. Viollet-le-Duc, architecte de Notre-Dame de Paris."
En 1879, il marie sa fille, Marie Boulanger à Oscar Roty, médailliste, membre de l’Institut de France auteur de la « Semeuse » qui orne les monnaies et les timbres.
En 1883, il est nommé chevalier de l'Ordre national de la Légion d'honneur pour l’ensemble de ses travaux de fer forgé exécutés sur les monuments publics.
Maurice Genevoix a dit de lui : « Il me semble qu'il est équitable de relever et de signaler l'hommage involontaire qu'a rendu Viollet-le-Duc à ce colossal artisan. Le reléguer, comme il l'a fait, à un rôle de simple exécutant, c'était avouer ce qu'il lui devait. Car il était assez intelligent pour accroître sa propre culture à seulement regarder travailler un manuel comme Pierre Boulanger, un artisan "unique", dit encore justement Raymond Subes capable d'exécuter un travail comme celui-là. »
Il est inhumé au cimetière du Montparnasse dans le caveau familial avec les membres de la famille d'Oscar Roty.
Le Musée des arts décoratifs de Paris conserve en réserve 39 œuvres de ferronnerie offertes par Pierre Boulanger en 1888 (ferrures de la porte de Notre-Dame de Paris, éléments de grilles des cathédrales de Troyes et de Bourges).

## Distinctions
- Chevalier de la Légion d'honneur (1883)

## Hommages

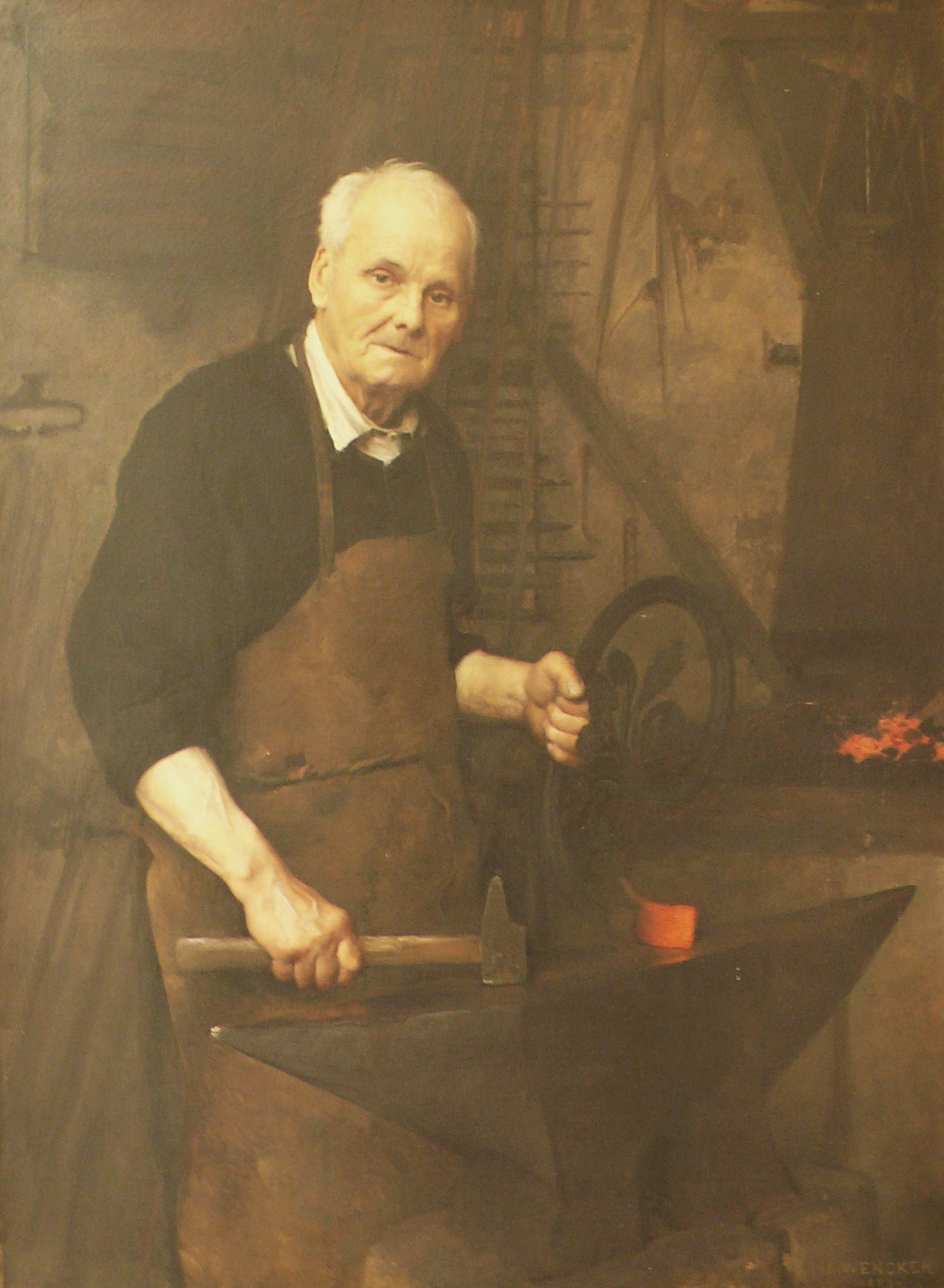
Tableau de Pierre Boulanger à sa forge par Joseph Wencker exposé au Salon de 1890[14].
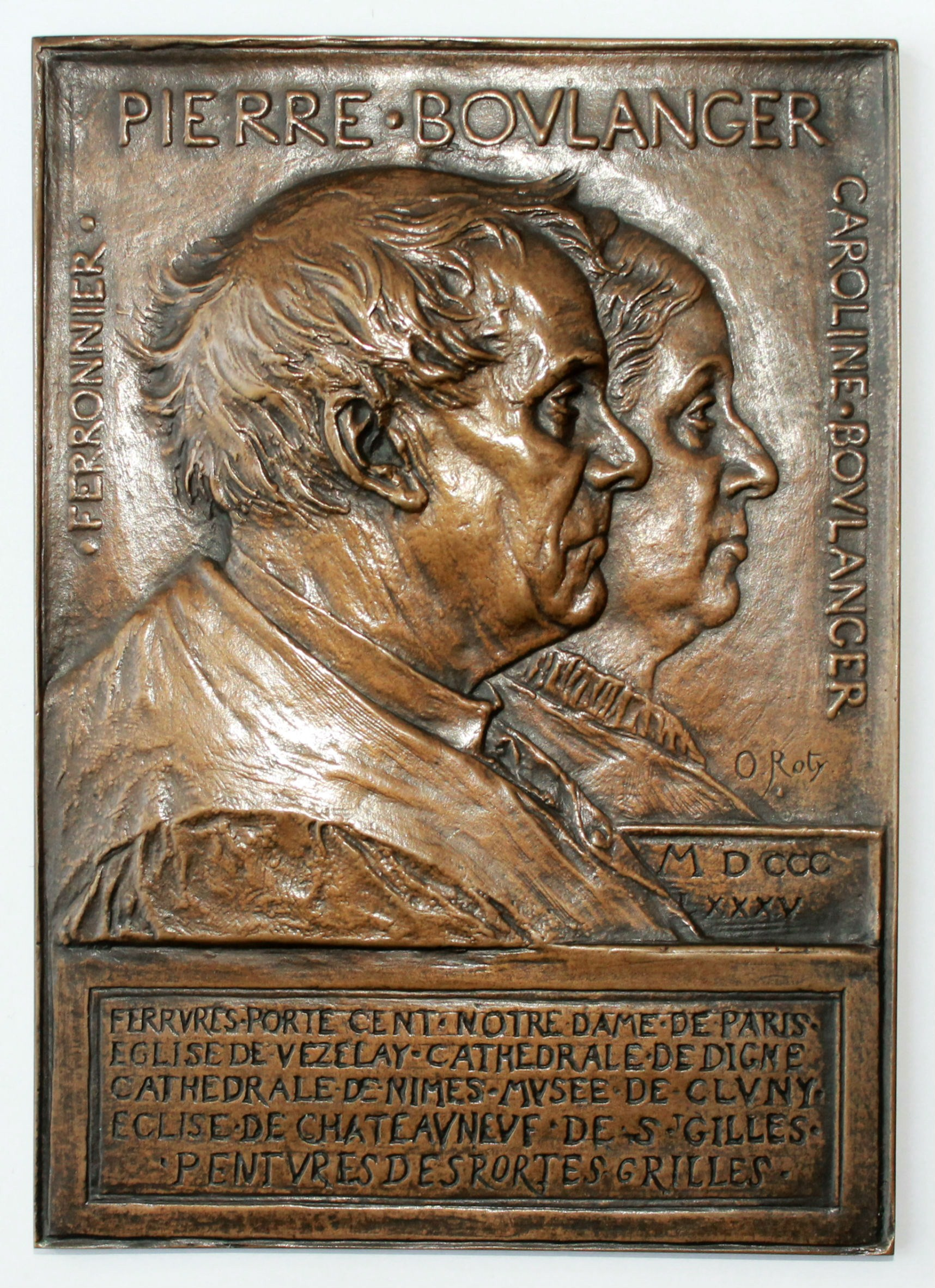
Pierre et Caroline Boulanger, médaille réalisée par Oscar Roty en 1885.

## Œuvres
- Hôtel de Cluny à Paris.:  pentures et serrures des portails, bouteroues du portail (disparues)[15].
- Hôtel du Timbre, 11 rue de la Banque, Paris : tympans à claire-voie des portes cintrées
- Basilique Sainte-Marie-Madeleine de Vézelay pentures et serrures des portes à l'intérieur du narthex et de la porte extérieur d'accès à la nef.
- Église Saint-Paul de Nîmes : pentures et serrures de toutes les portes extérieures et intérieures de l'église[16].
- Église Saint-Séverin à Paris : pentures du portail Saint-Martin et de la porte latérale droite[17].
- Abbaye de Saint-Gilles : pentures, heurtoirs et serrures des portes.
- Église de Saint-Restitut : pentures du portail.
- Collégiale Notre-Dame de Semur-en-Auxois : restauration des pentures de la porte des Bleds et grille de la chapelle Notre-Dame[18].
- Basilique Saint-Denis : crête en plomb sur le comble, deux crosses de suspension en fer forgé, nombreux travaux de serrurerie et ferronnerie.
- Louvre à Paris : restauration du balcon de Charles IX à la Galerie d'Apollon[19].
- Cathédrale Saint-Pierre-et-Saint-Paul de Troyes : table de communion et grille de clôture de deux chapelles[20],[21].
- Cathédrale Saint-Étienne de Châlons : table de communion du chœur.
- Basilique Notre-Dame de Bonsecours : grille de la chapelle de la Vierge.
- Église Saint-Pierre de Châteauneuf-sur-Charente : pentures, serrures et heurtoirs
- Sainte-Chapelle à Paris : divers travaux de serrurerie et de réfection.
- Cathédrale Saint-Pierre de Beauvais : grilles des chapelles[22].
- Église Saint-Étienne de Beauvais : pentures du portail Nord.
- Église de Sassetot-le-Mauconduit : restauration de la grille du chœur.
- Cathédrale Saint-Jérôme de Digne : pentures des trois portes de façade.
- Cathédrale Saint-Étienne de Bourges : grille du chœur.
- Bourges : grille de la cathédrale remontée au foyer Saint-François, 11 rue Joyeuse.
- Église Saint-Étienne de Neuvy-Saint-Sépulchre : restauration des anciennes pentures et heurtoir.
- Église Saint-Jean-Baptiste de Belleville à Paris : pentures des trois portails et des portes latérales.
- Cathédrale Saint-Étienne de Saint-Brieuc : pentures de la porte du Martray.
- Cathédrale Notre-Dame de Paris : pentures du portail central du Jugement Dernier, restauration des pentures des portails latéraux, serrures et pentures de la sacristie[23].
- Beaucoup d'autres réalisations que des archives inédites dévoileront peut-être encore…

## Galerie

### Paris
Par ordre alphabétique de monuments :

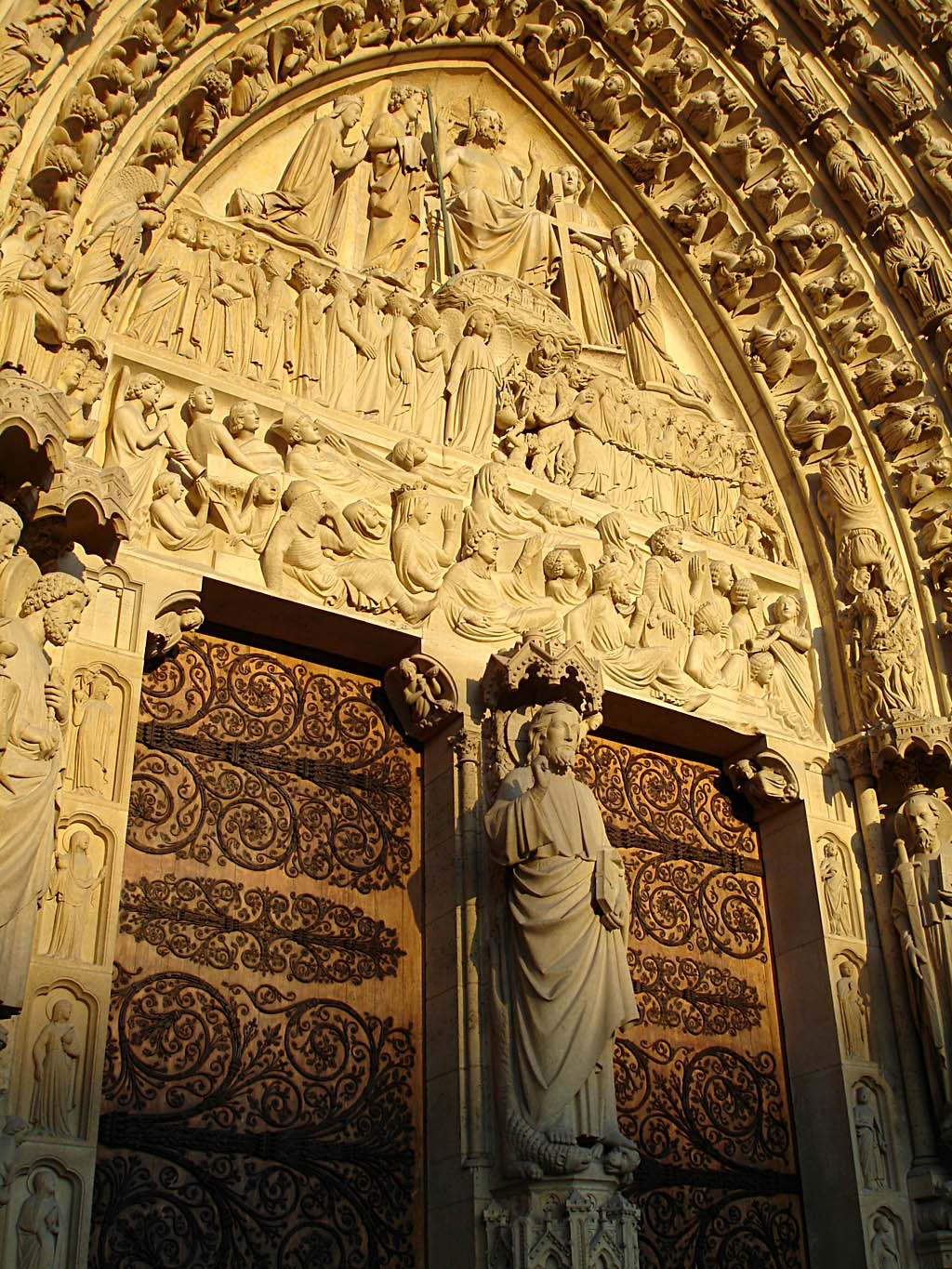
Cathédrale Notre-Dame de Paris, pentures du portail central.
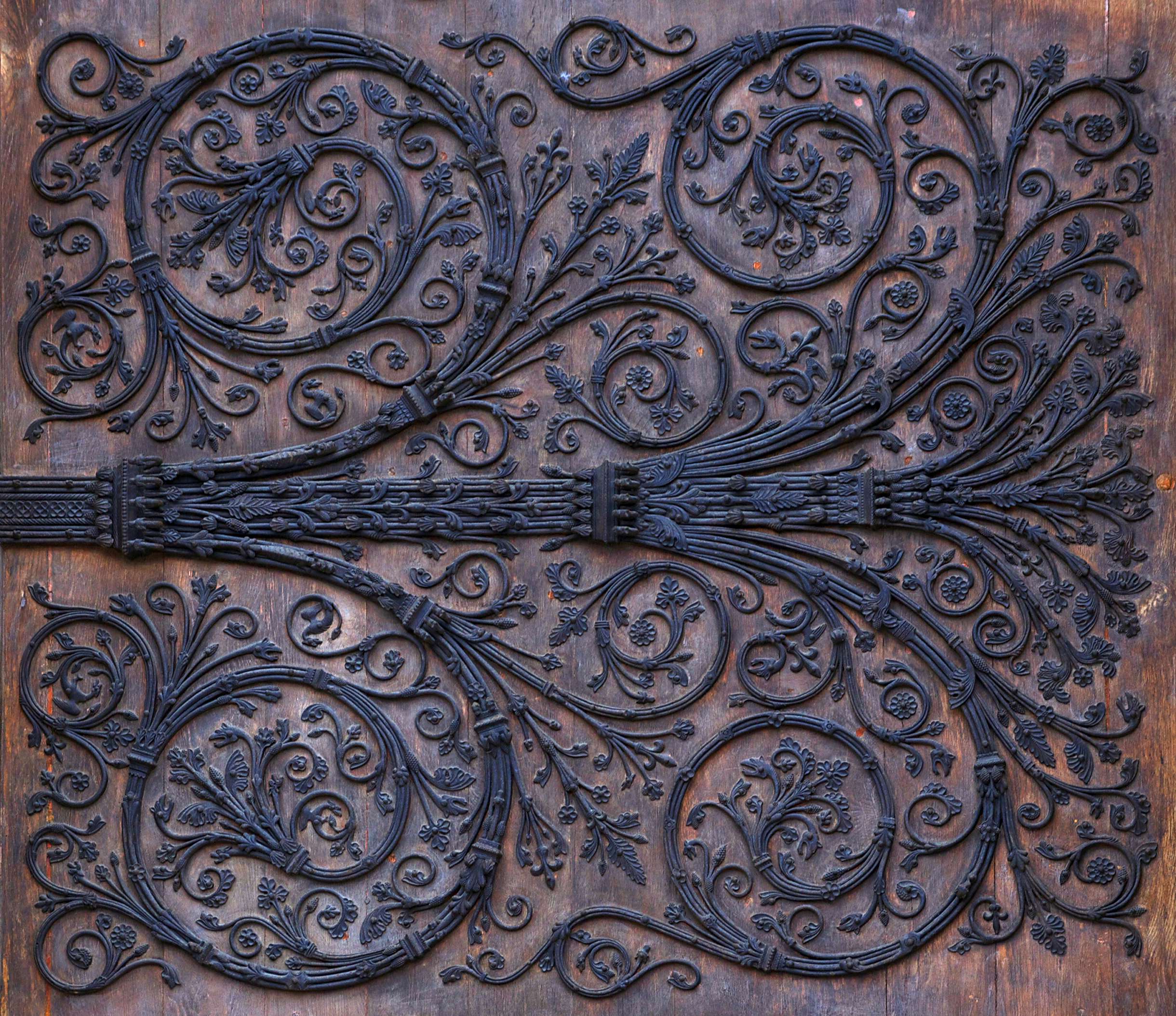
Cathédrale Notre-Dame de Paris, pentures du portail central (détail).
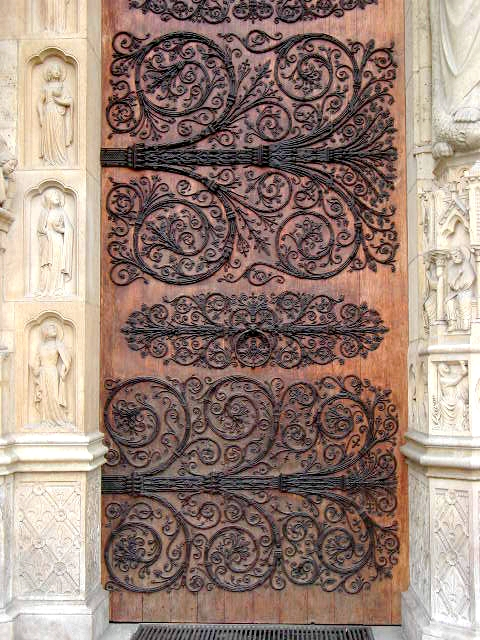
Cathédrale Notre-Dame de Paris, pentures du portail du Jugement Dernier (détail).
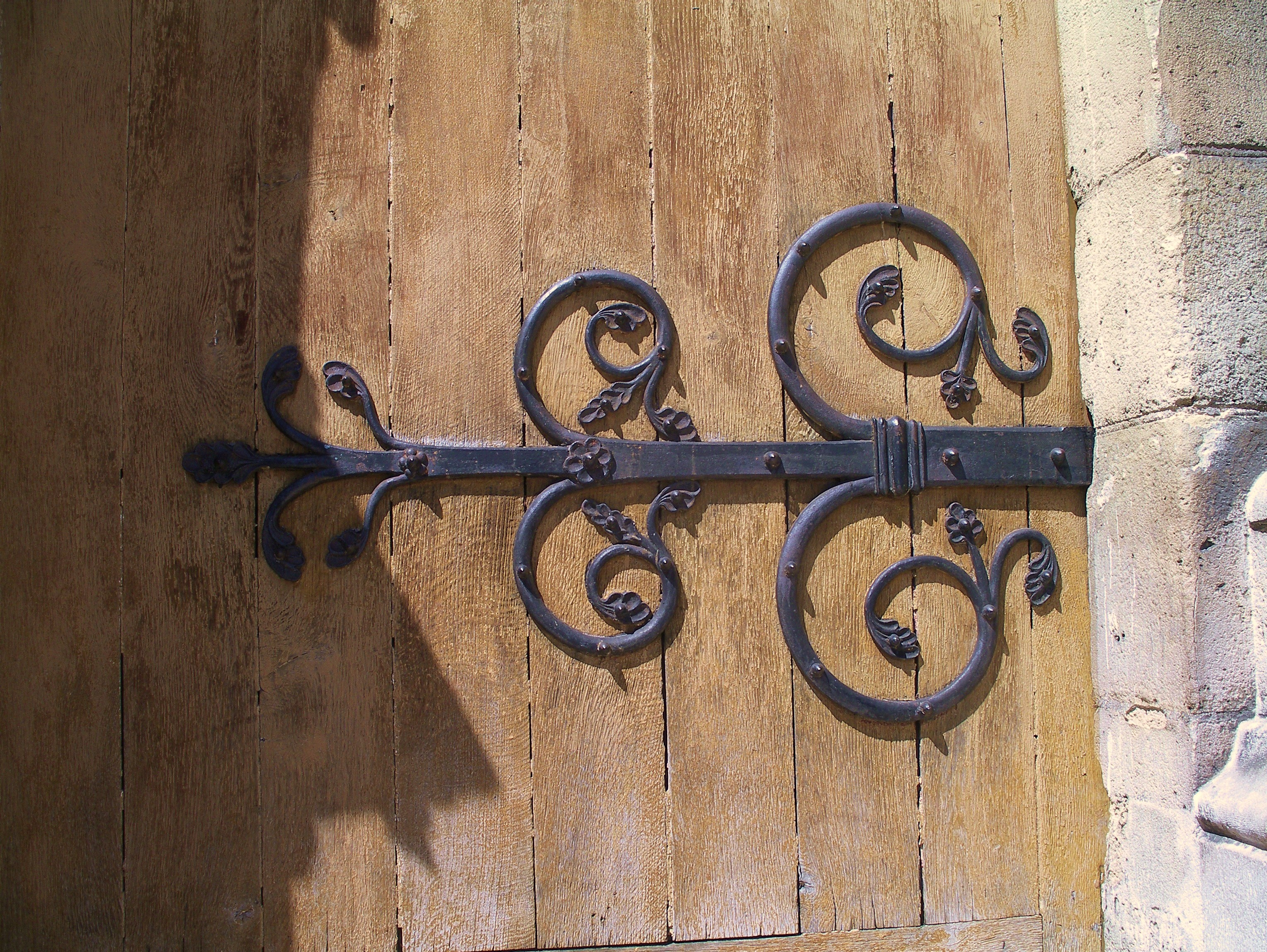
Église Saint-Jean-Baptiste de Belleville, Paris, pentures.
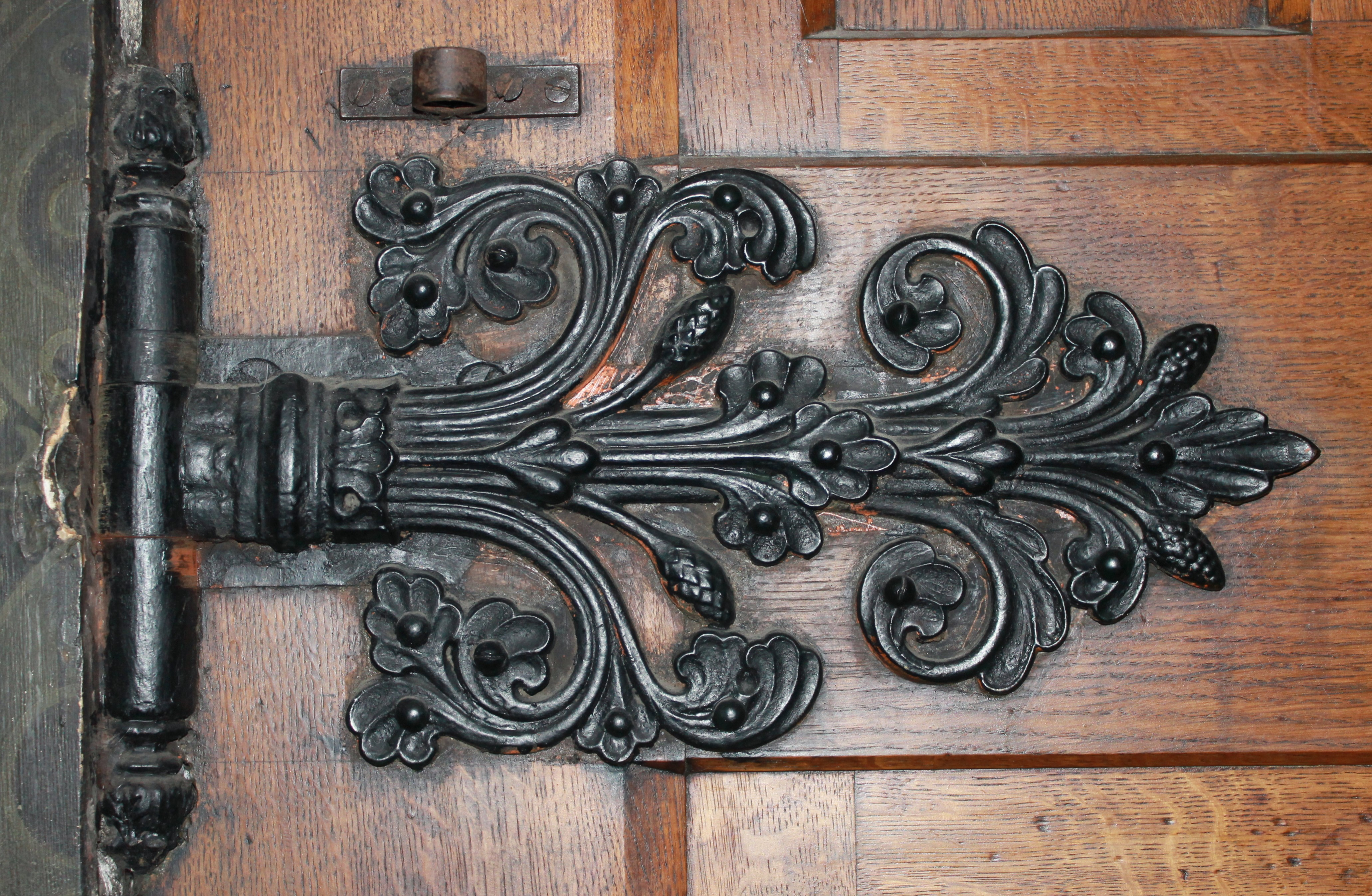
Église Saint-Séverin, Paris, penture.
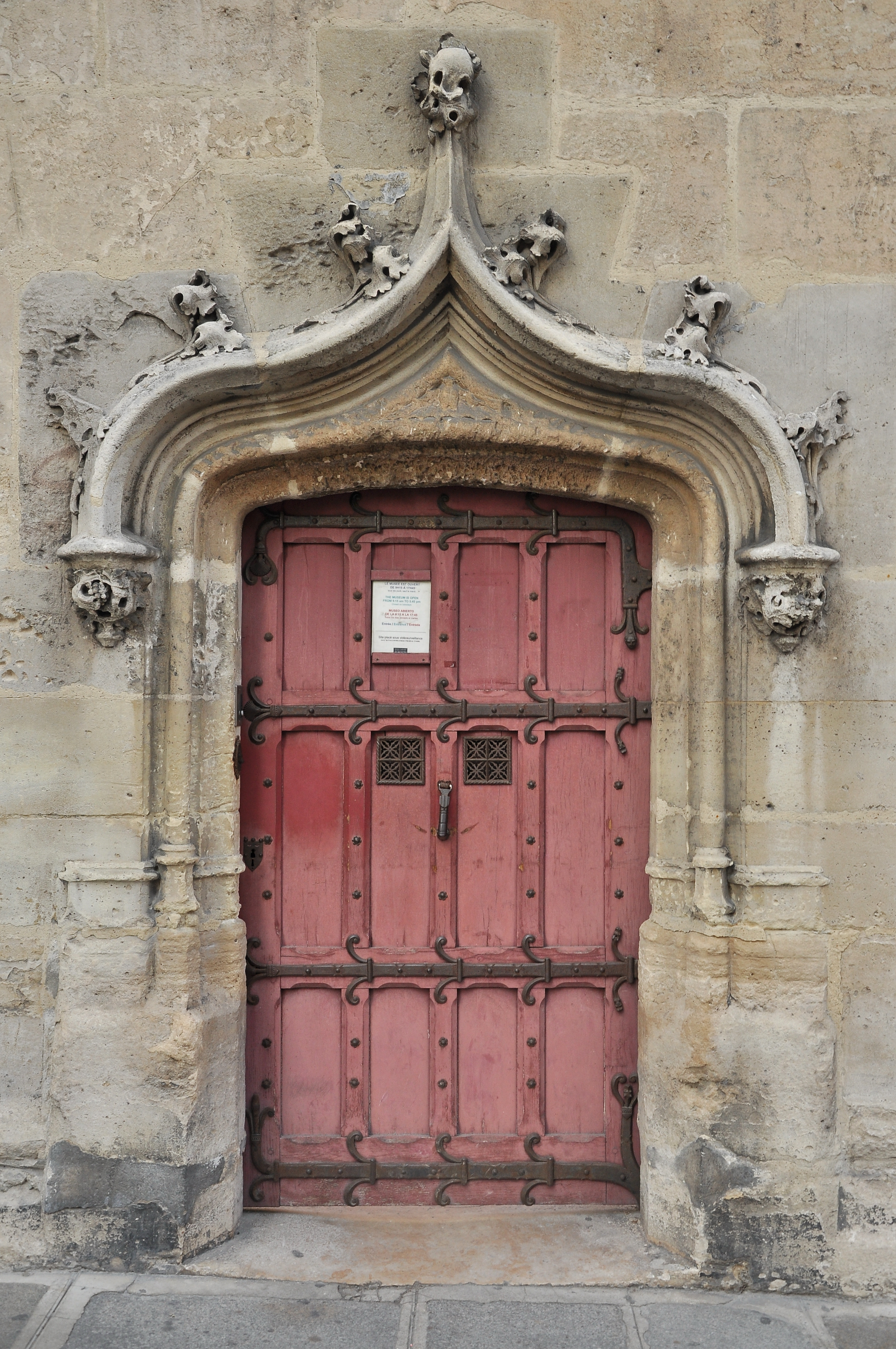
Hôtel de Cluny, Paris, ferrures du portail.
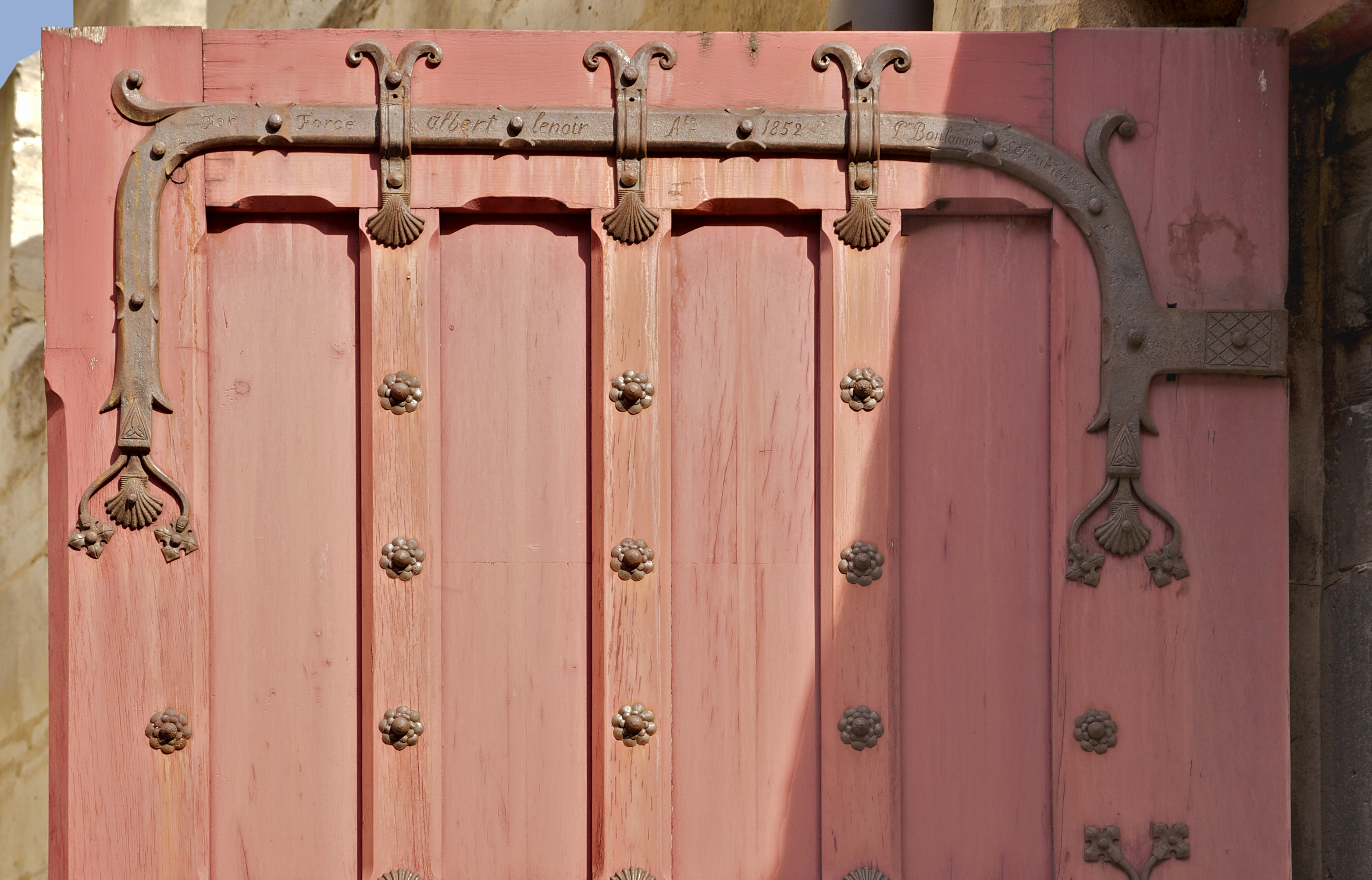
Hôtel de Cluny, Paris, penture avec signature et date (détail).
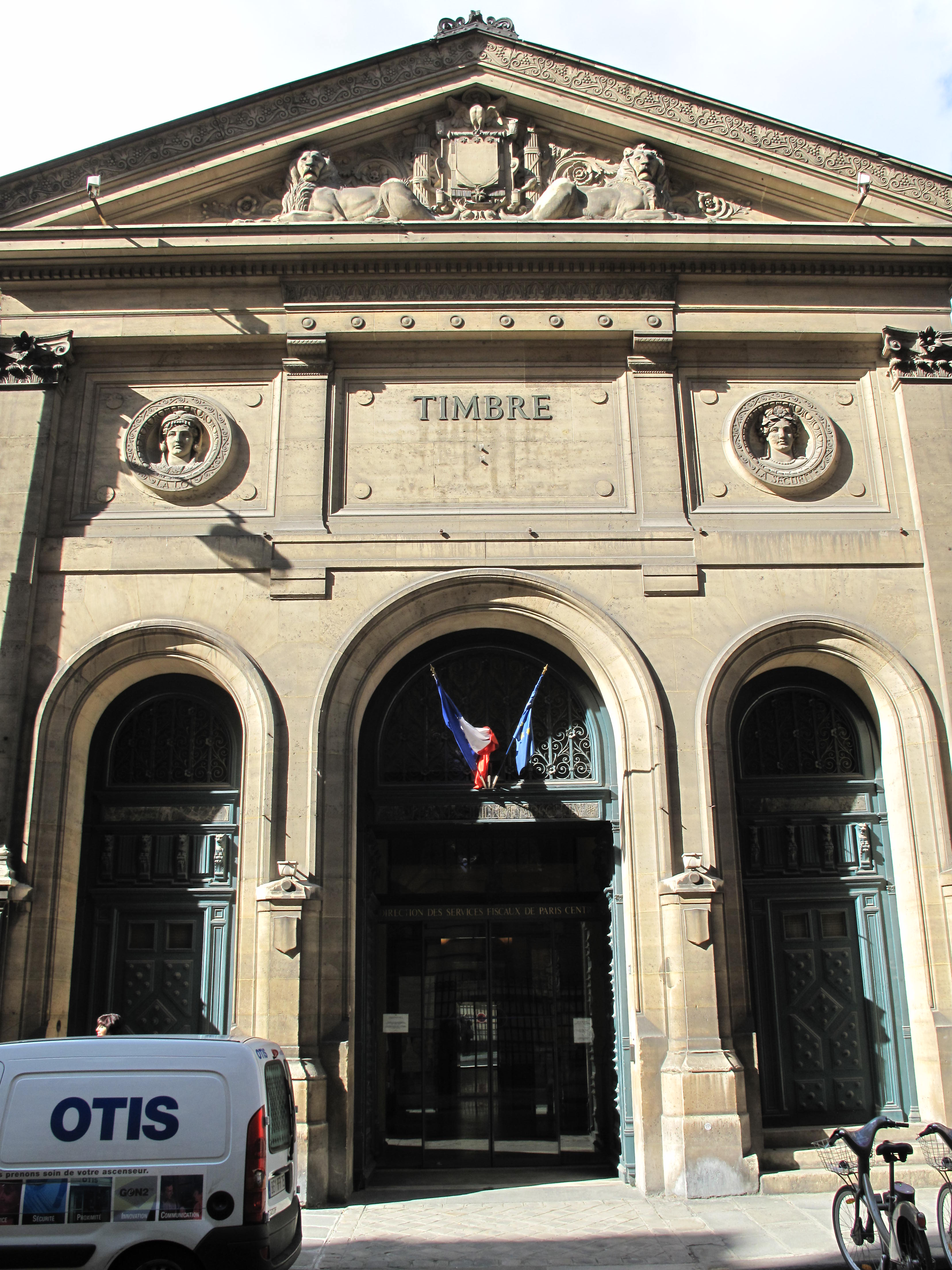
Hôtel du Timbre, rue de la Banque, Paris, tympans à claire-voie.

### Ailleurs en France
Par ordre alphabétique de départements puis de communes :

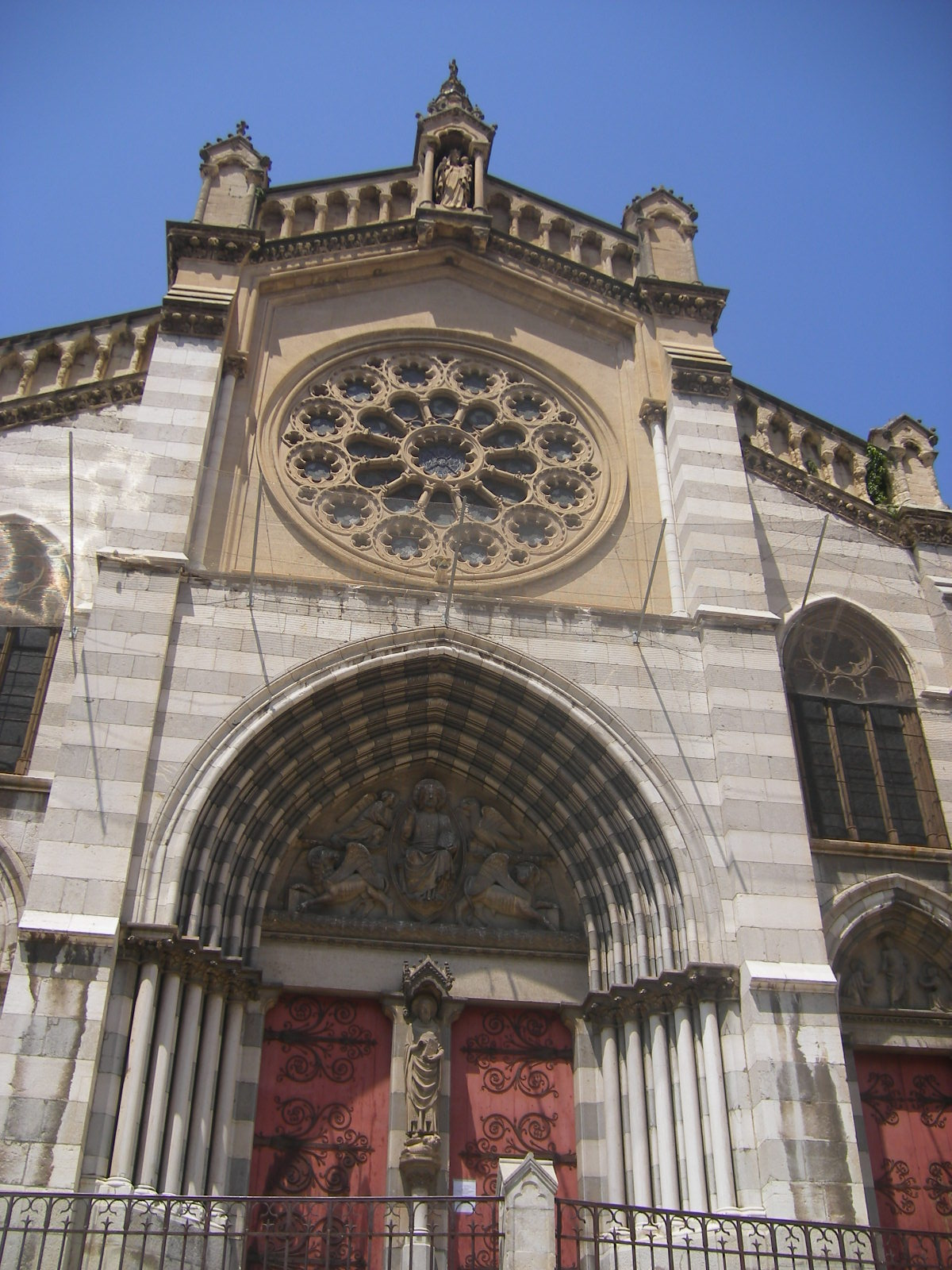
Digne-les-Bains (Alpes-de-Haute-Provence), Cathédrale Saint-Jérôme de Digne, pentures.
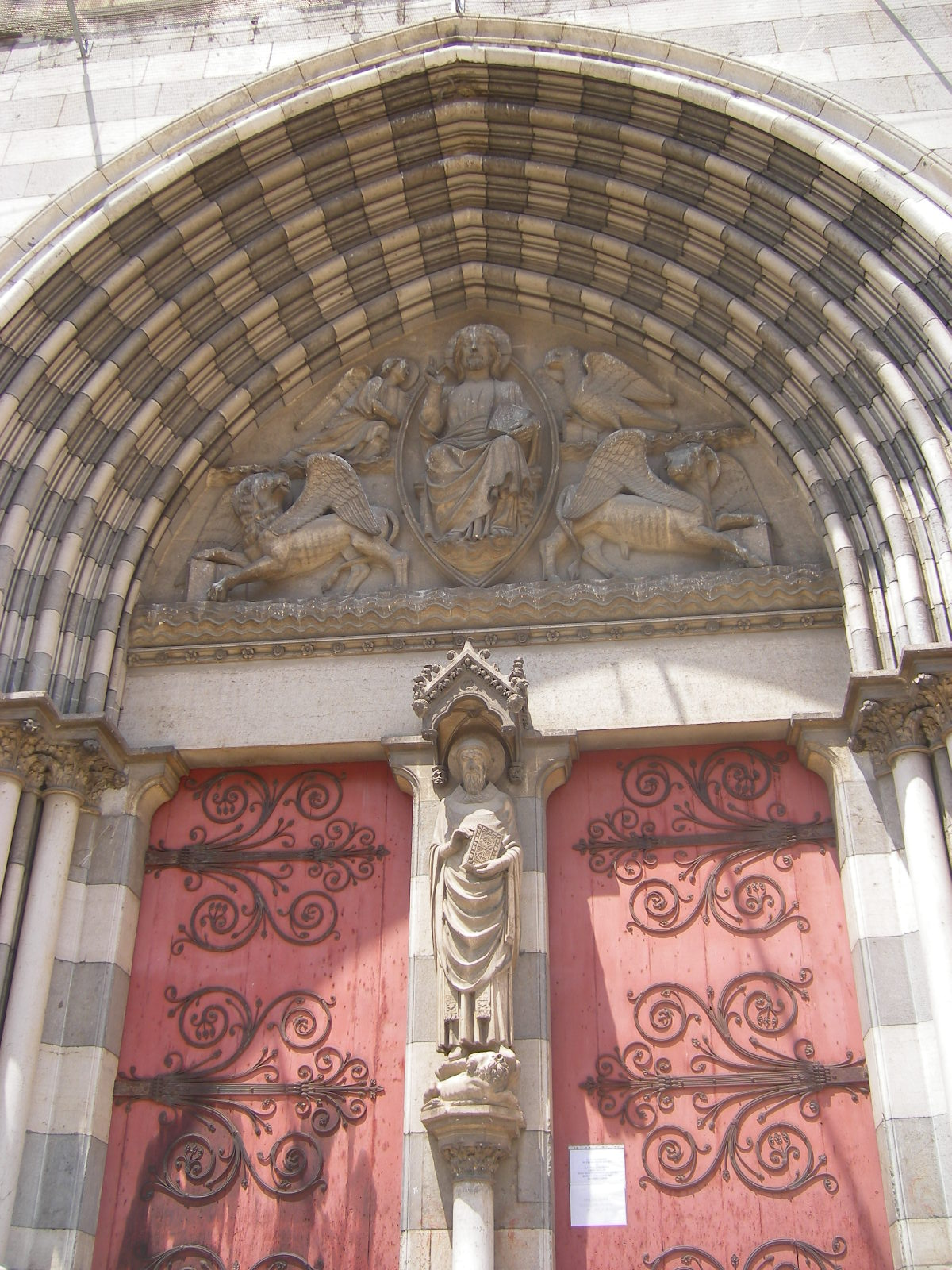
Digne-les-Bains (Alpes-de-Haute-Provence), Cathédrale Saint-Jérôme de Digne, pentures (détail).
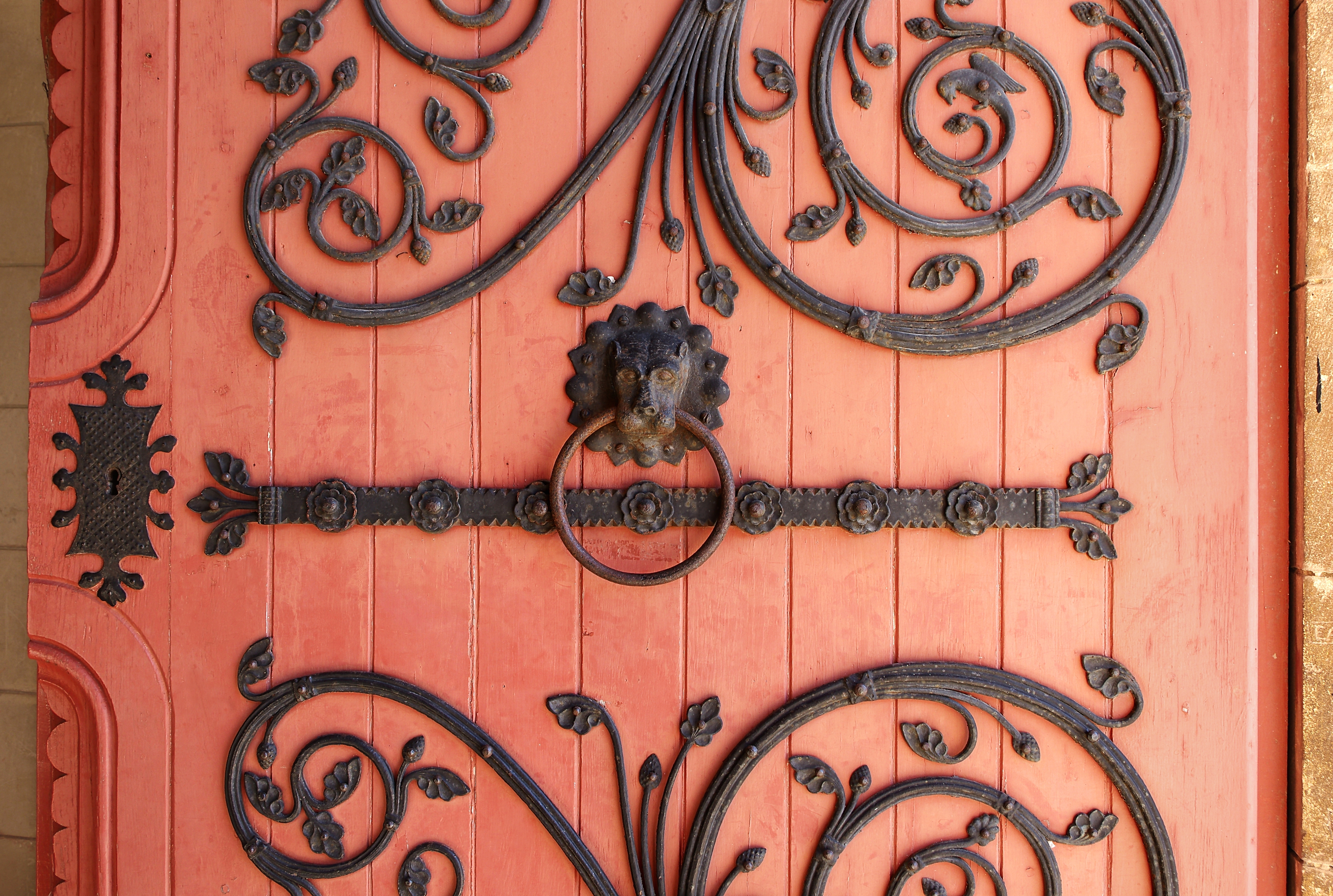
Châteauneuf-sur-Charente (Charente), Église Saint-Pierre, heurtoir et pentures.
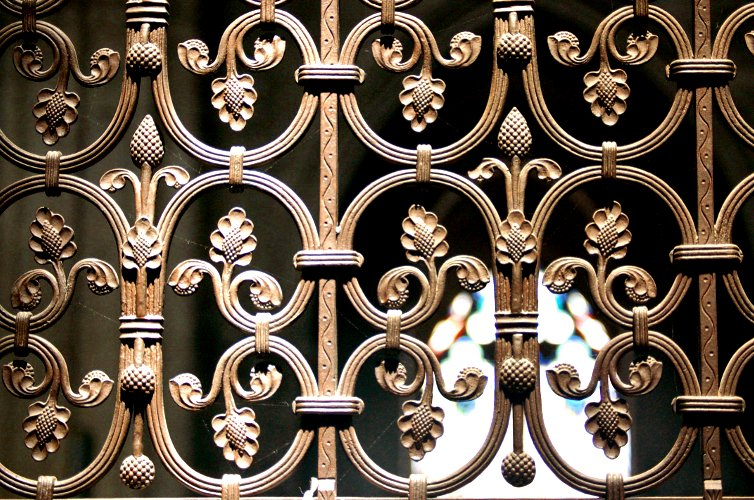
Bourges (Cher), Cathédrale Saint-Étienne de Bourges, grilles du chœur.
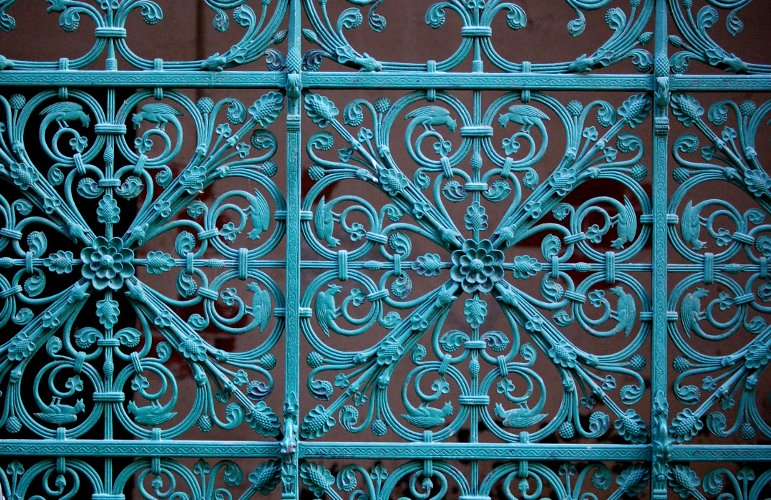
Bourges (Cher), rue Joyeuse, grilles du foyer Saint François depuis 1950 (proviennent du chœur de la Cathédrale Saint-Étienne).
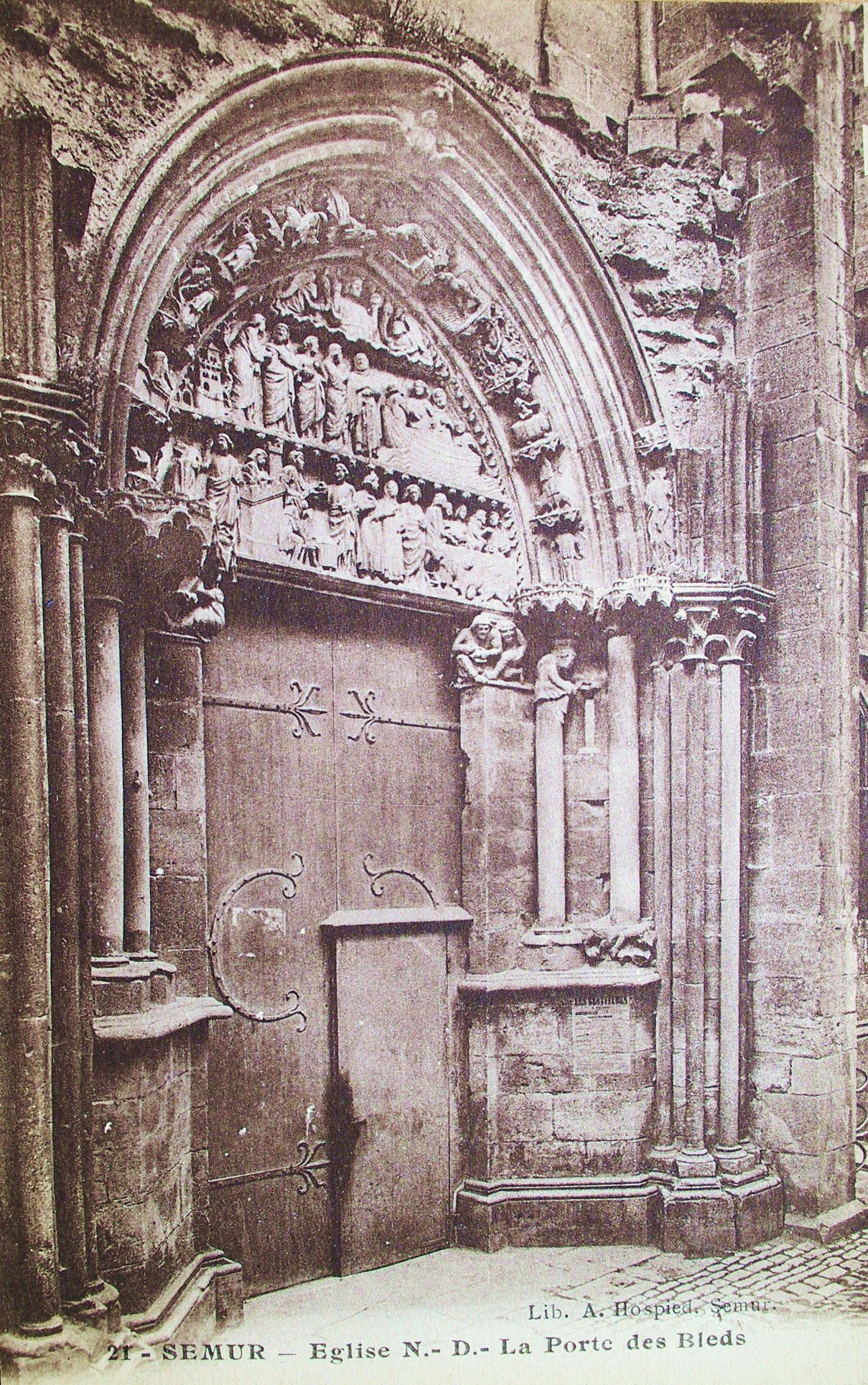
Semur-en-Auxois (Côte-d'Or), Collégiale Notre-Dame de Semur-en-Auxois, restauration des pentures de la porte des Bleds.
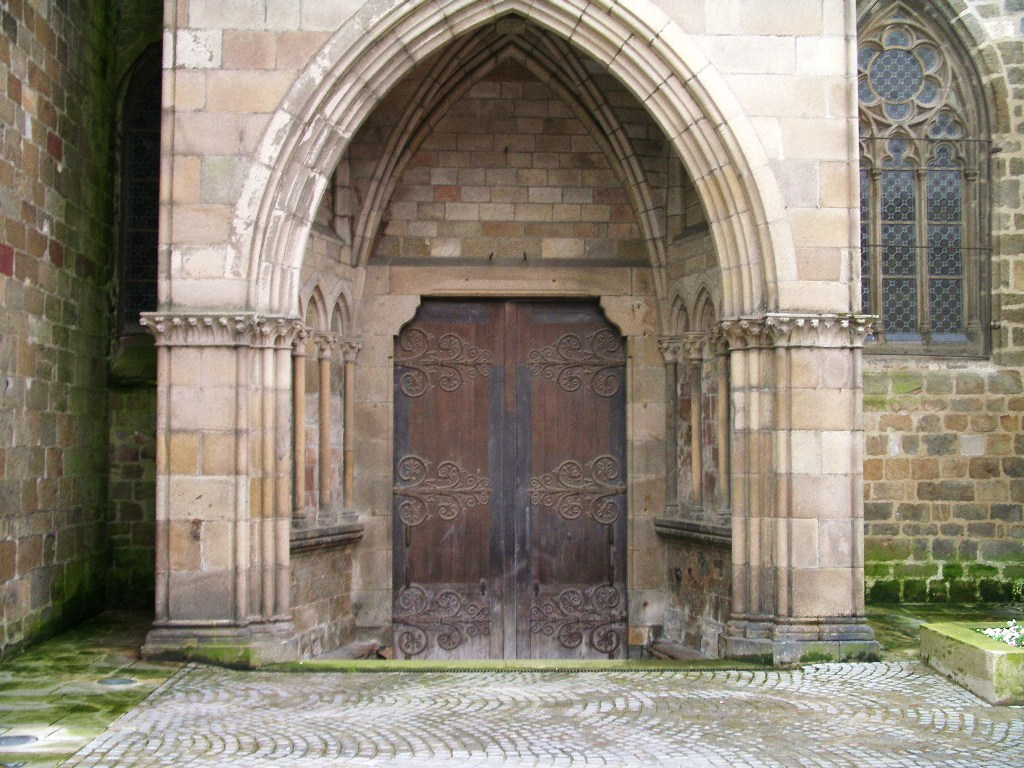
Saint-Brieuc (Côtes-d'Armor), Cathédrale Saint-Étienne de Saint-Brieuc, pentures de la porte du Martray.
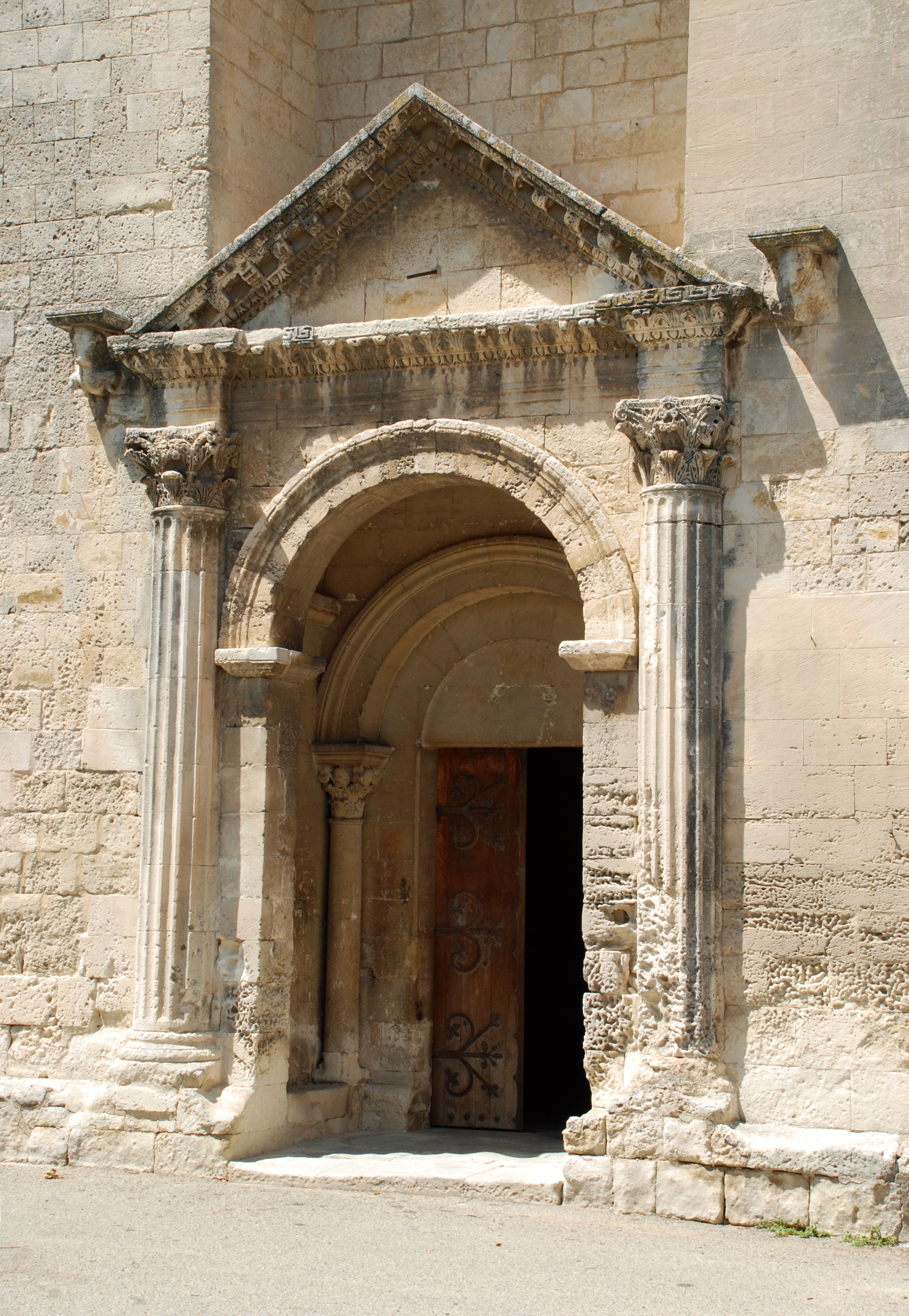
Saint-Restitut (Drôme), Église de Saint-Restitut pentures.
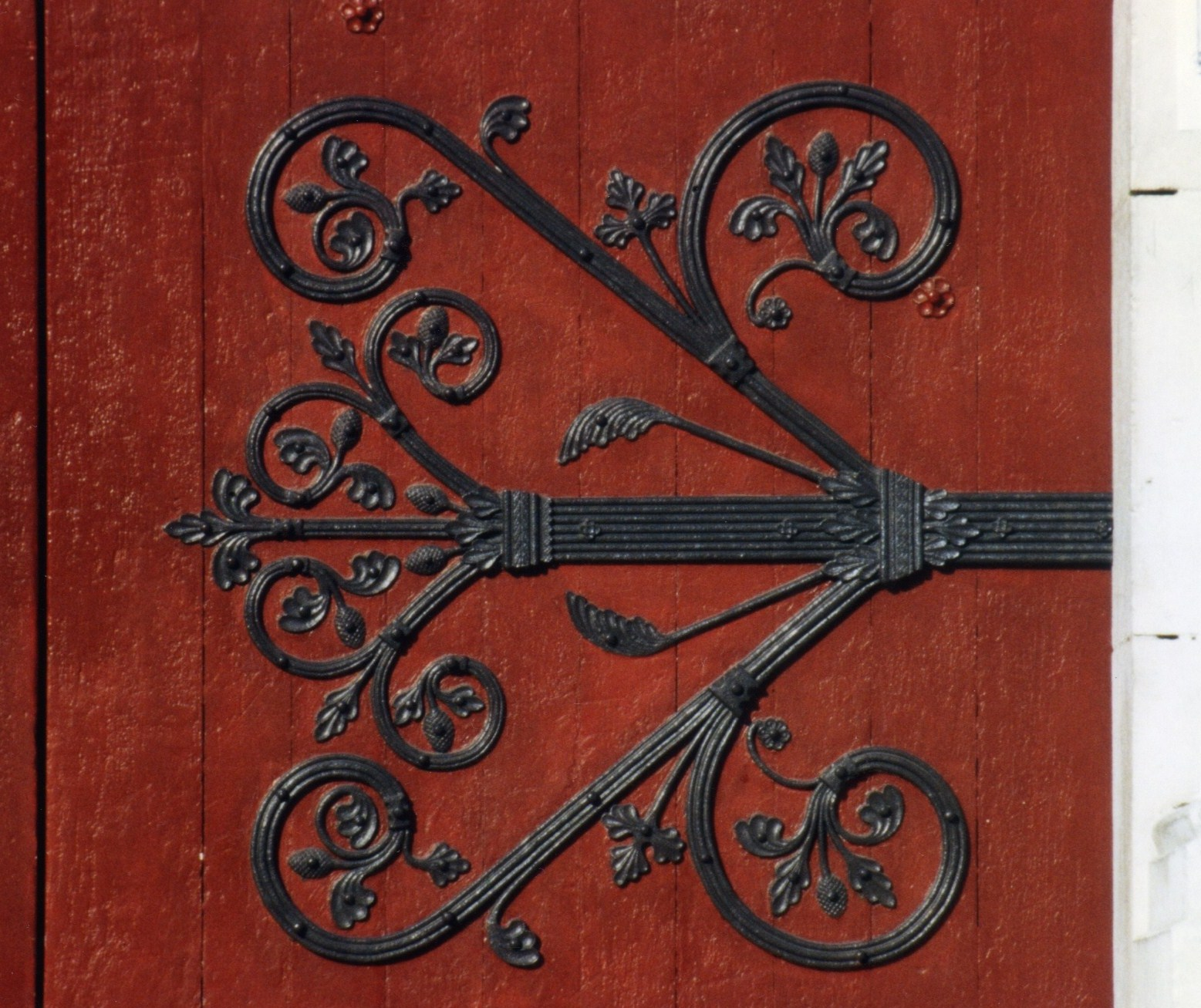
Nîmes (Gard), Église Saint-Paul de Nîmes, pentures.
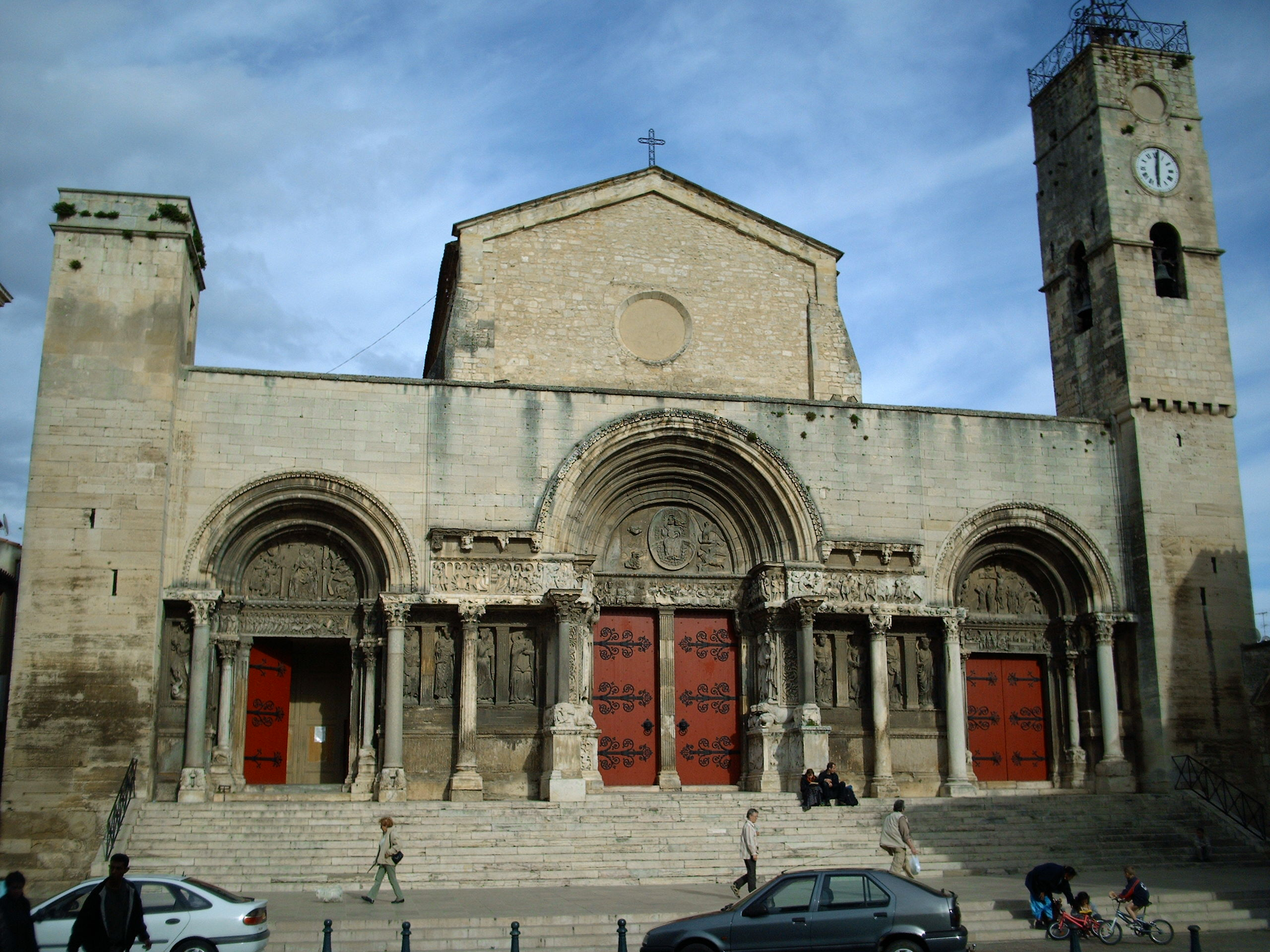
Saint-Gilles (Gard), Abbaye de Saint-Gilles.
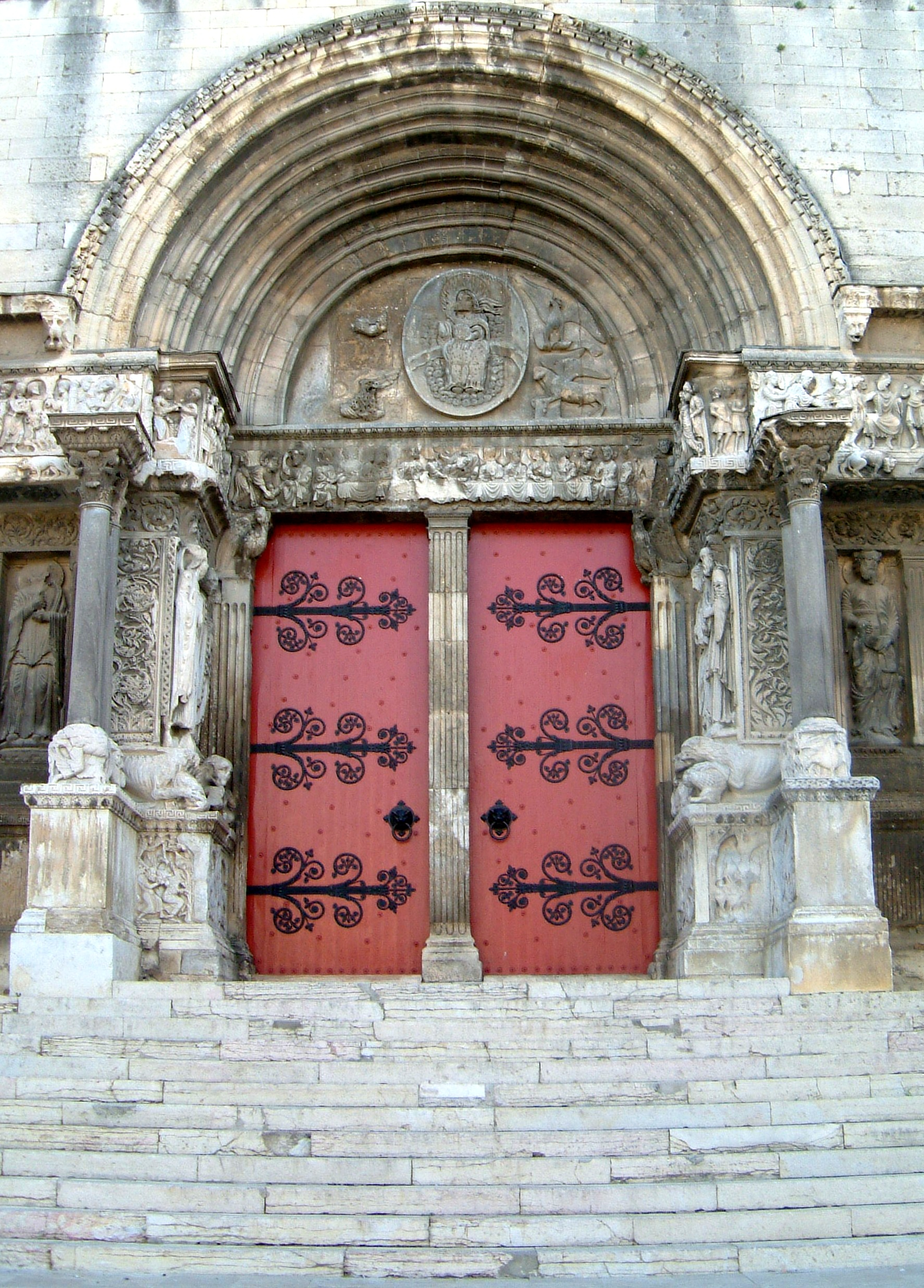
Saint-Gilles (Gard), Abbaye de Saint-Gilles, ferrures des portes.
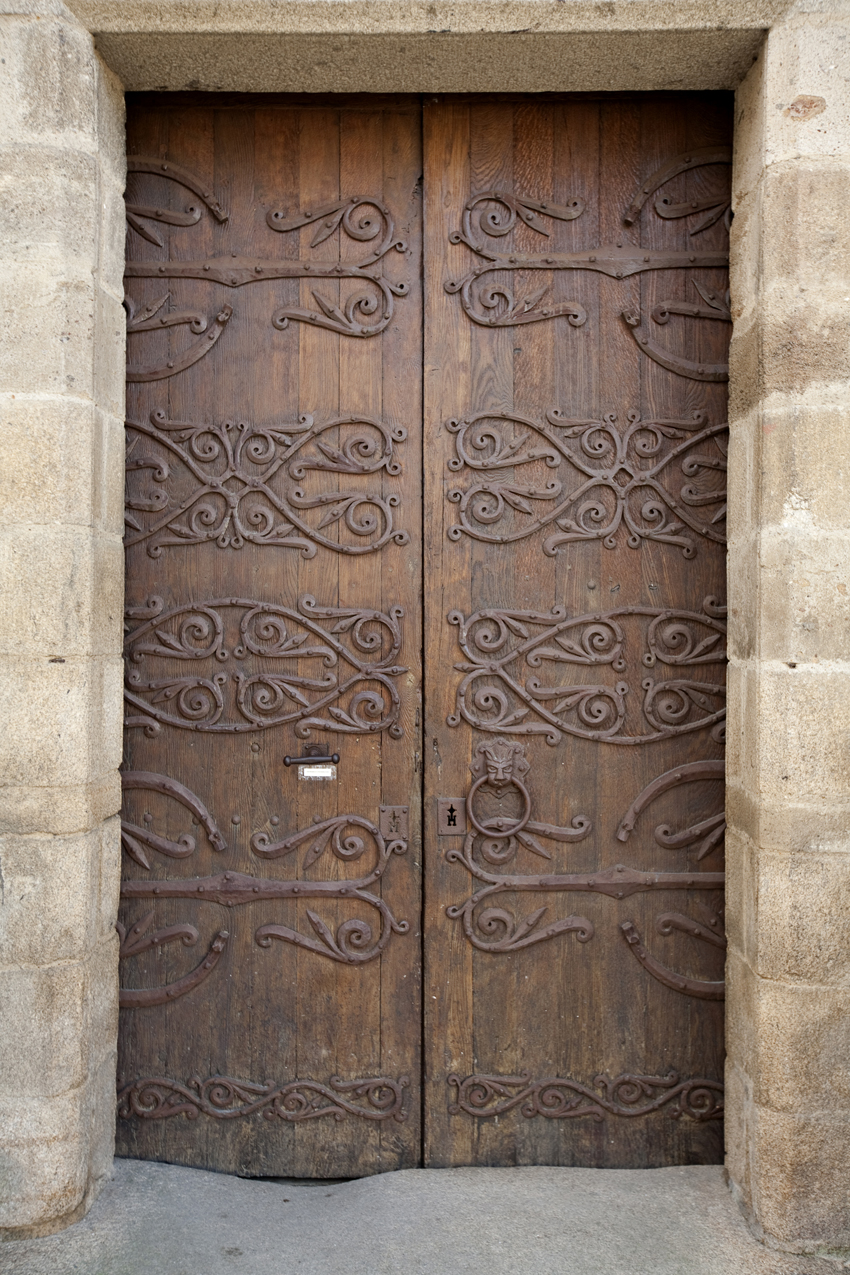
Neuvy-Saint-Sépulchre (Indre), Église Saint-Étienne de Neuvy-Saint-Sépulchre.
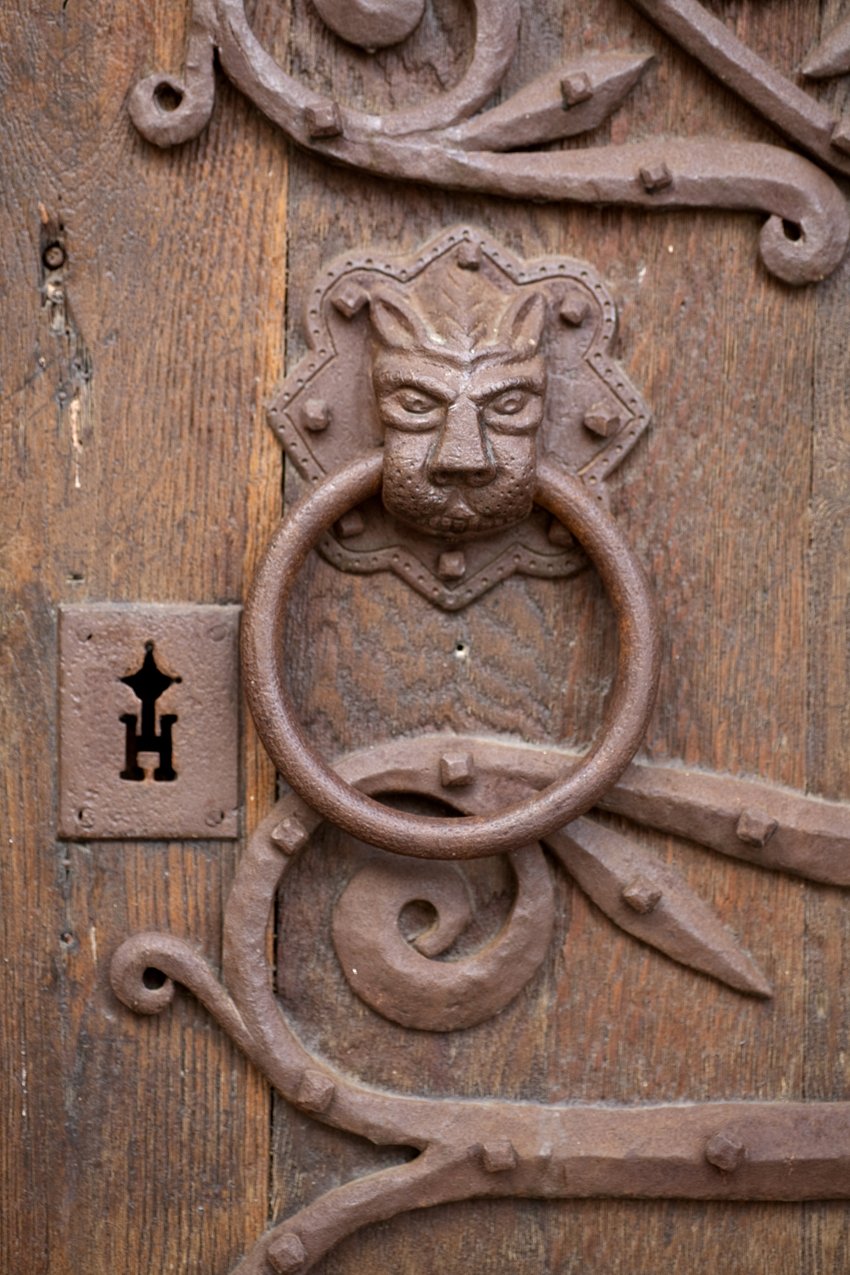
Neuvy-Saint-Sépulchre (Indre), Église Saint-Étienne de Neuvy-Saint-Sépulchre, heurtoir (détail).
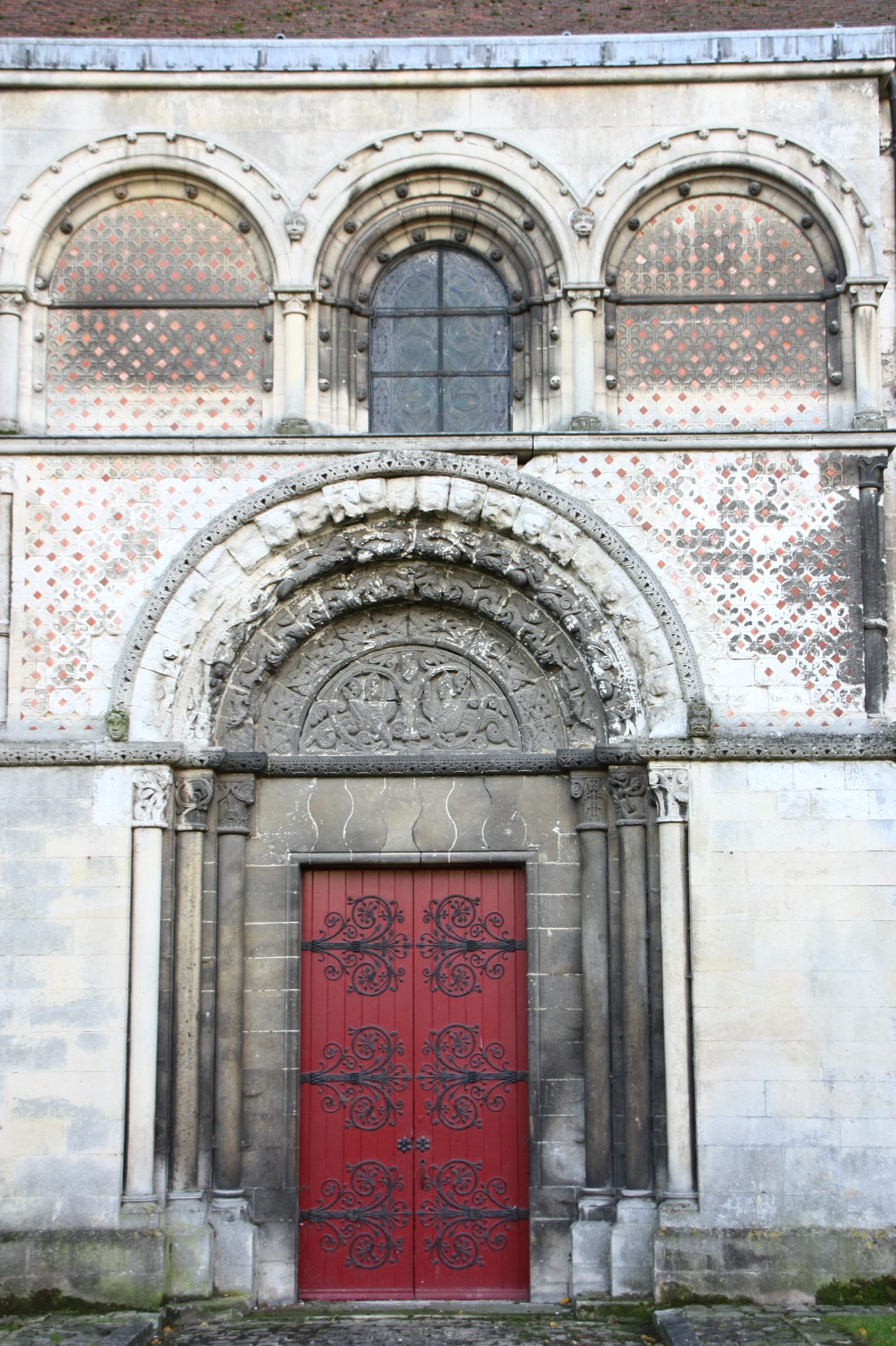
Beauvais (Oise), Église Saint-Étienne de Beauvais, pentures.
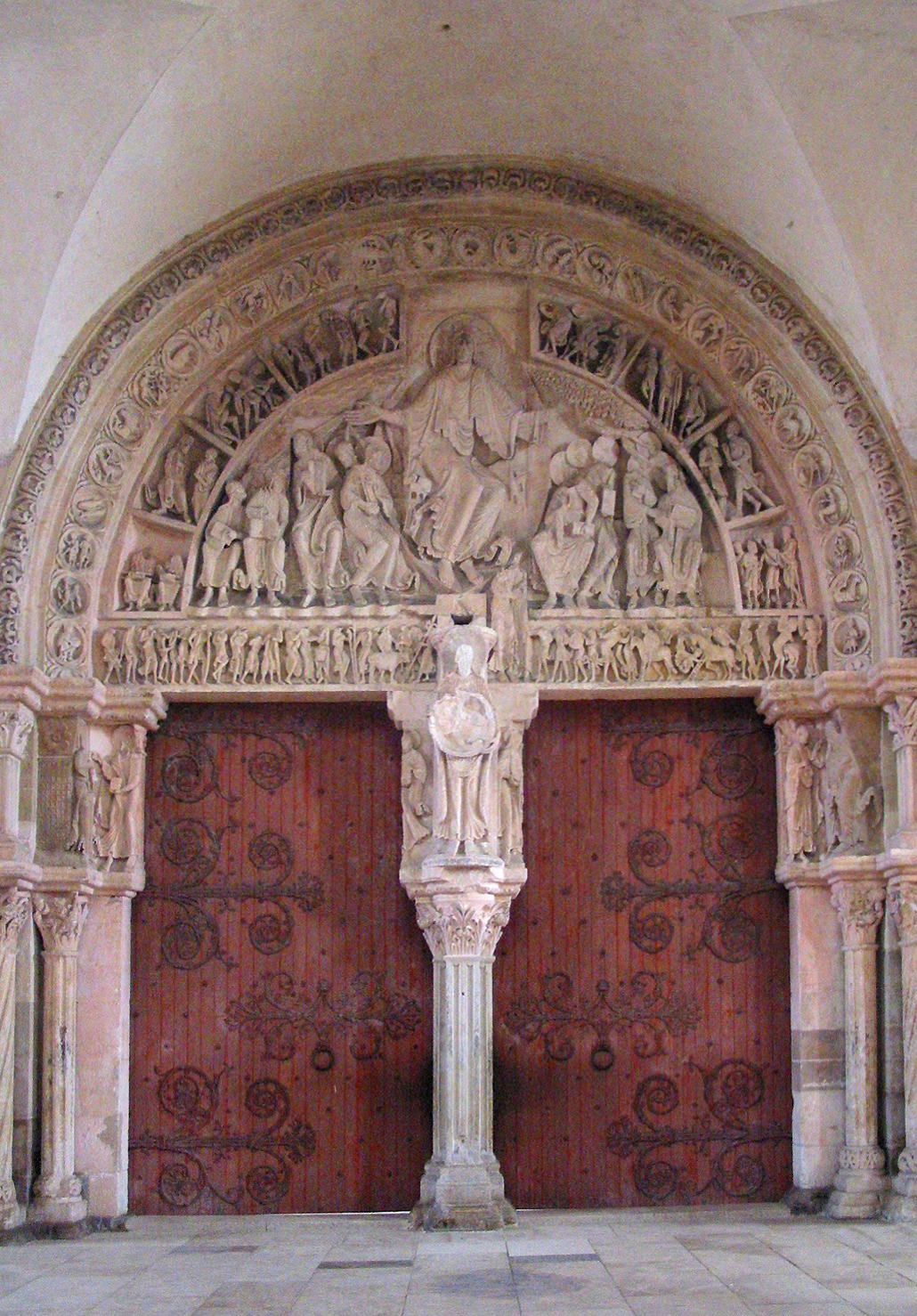
Vézelay (département de l'Yonne), Basilique Sainte-Marie-Madeleine de Vézelay, pentures du portail central.
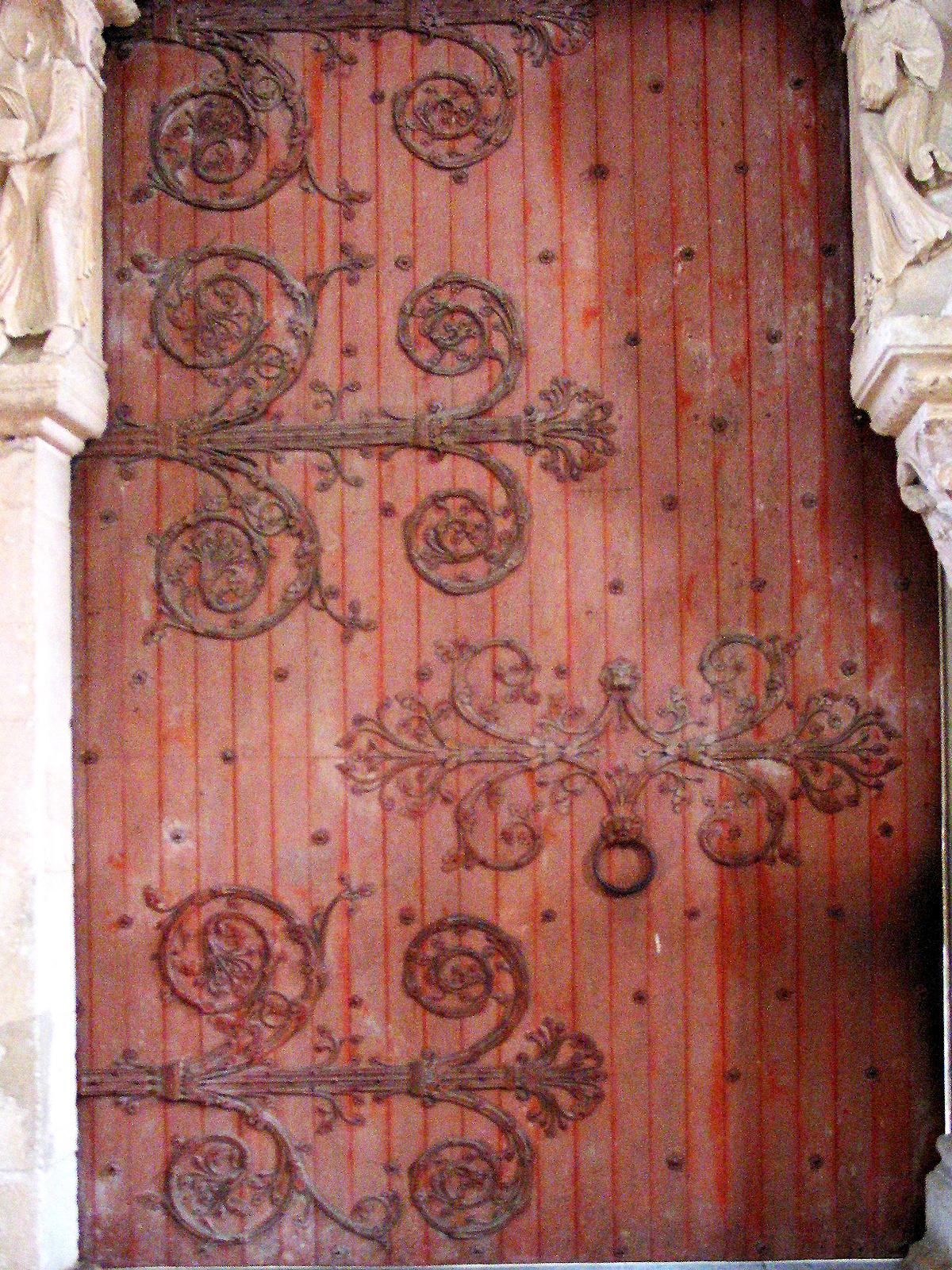
Vézelay (département de l'Yonne), Basilique Sainte-Marie-Madeleine de Vézelay, pentures (détail).
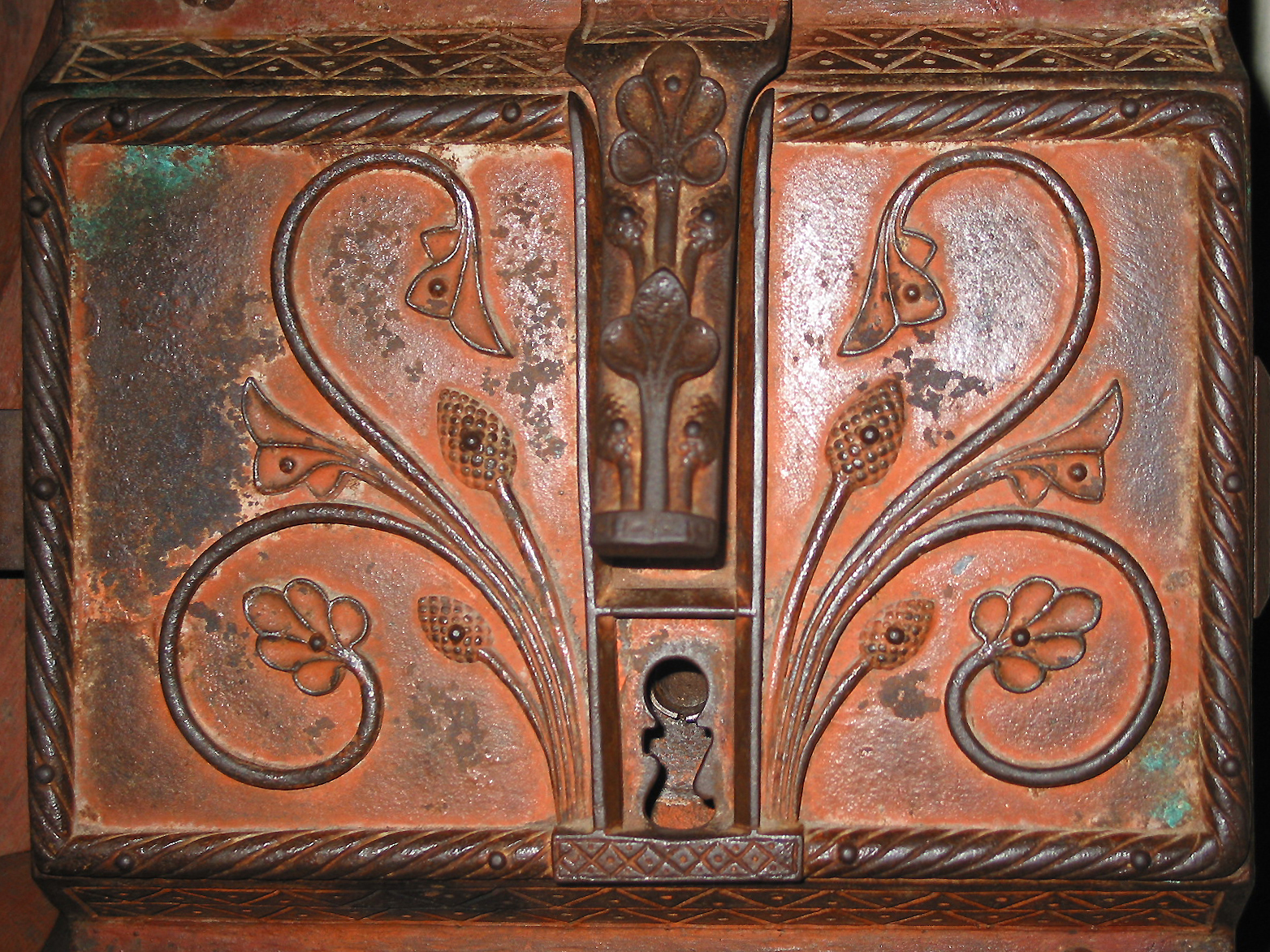
Vézelay (département de l'Yonne), Basilique Sainte-Marie-Madeleine de Vézelay, Serrure.
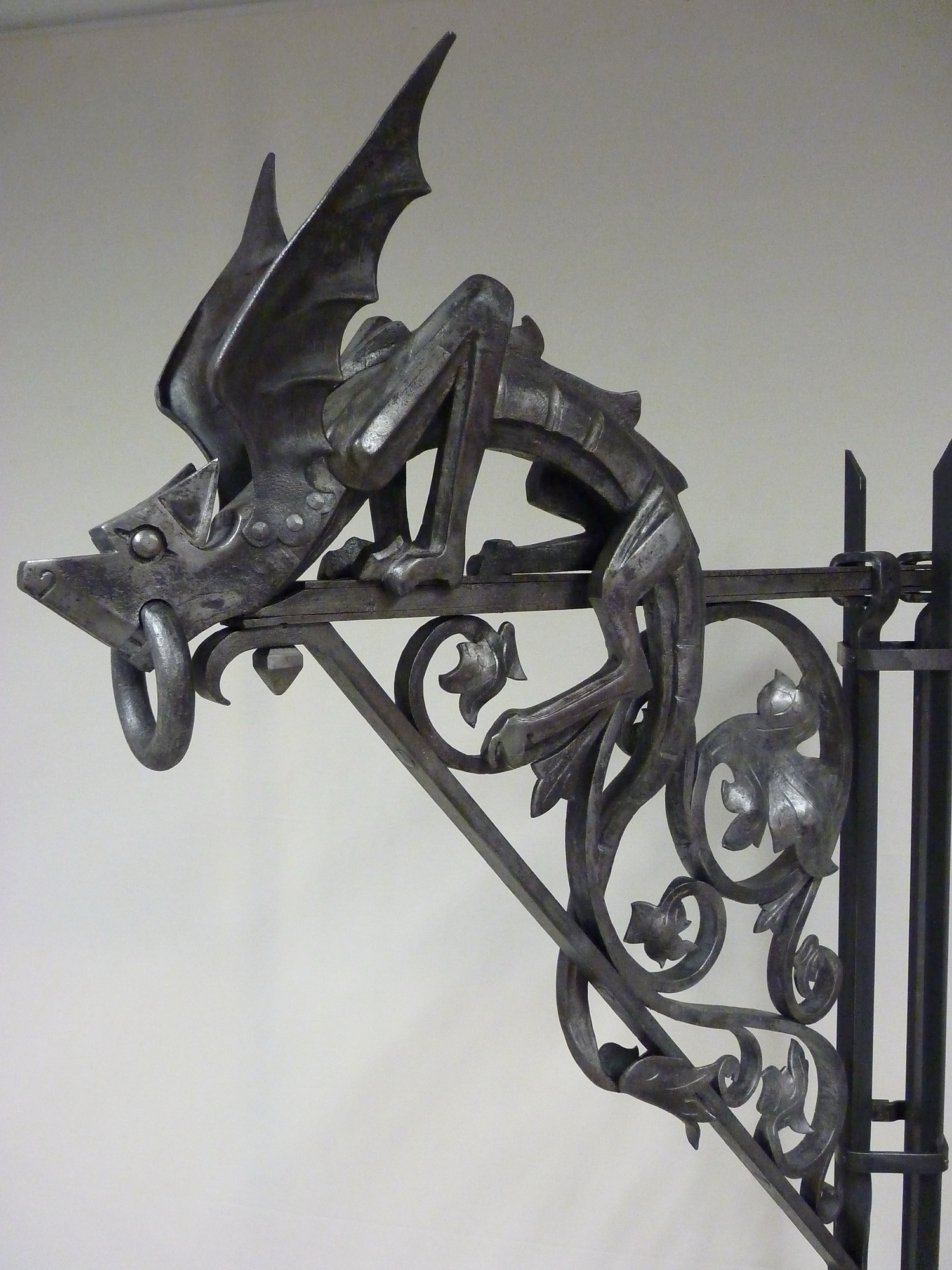
Dijon (département de la Côte-d'Or), Sur cette remarquable console est apposée, gravé sur le fer « Pre (Pierre) Boulanger   Ferronnier » Collection privée

## Sources
- Raymond Subes (préf. Maurice Genevoix), L'Œuvre du ferronnier Pierre-François-Marie Boulanger 1813-1891, Paris, Presses du Compagnonnage, 1961.